# 初等中等教育
初等中等教育（しょとうちゅうとうきょういく、英: elementary and secondary education）は、高等教育（大学などにおける教育）より前の教育のことである。

## 定義
「初等中等教育」の用語は、初等教育（小学校などにおける教育）と中等教育（中学校や高等学校などにおける教育）を指す概念として捉えられることもあるが、日本の法制度や行政においては、就学前教育、初等教育、中等教育の3つすべてを指す概念である。
文部科学省設置法（平成11年法律第96号）においては、「幼稚園、小学校、中学校、義務教育学校、高等学校、中等教育学校、特別支援学校及び幼保連携型認定こども園における教育をいう。」とされている。初等中等教育に大学（短期大学を含む）や高等専門学校などにおける教育は、含まれない。また、専修学校や各種学校による教育も通常は含めない。